# Gerhard Klotz
Gerhard Klotz ( Berlín, 1928 - 2017) fue un botánico alemán.

## Algunas publicaciones
- 2007. Rennsteiggarten: Botanischer Garten für Gebirgsflora Oberhof. Con Ingelind Lauterbach, 3ª ed. 64 pp.

- 1987. Palmen im Botanischen Garten. 2ª ed. Ed. Botan. Garten, 16 pp.
- La abreviatura «G.Klotz» se emplea para indicar a Gerhard Klotz como autoridad en la descripción y clasificación científica de los vegetales.[2]